# 熊应栋
熊应栋（1913年11月12日—2000年1月15日），男，湖南常德人，中华人民共和国政治人物，曾任中国民主建国会中央委员会常务委员，全国工商联副主席，第一至七届全国人大代表。